# Resolutie 667 Veiligheidsraad Verenigde Naties
Resolutie 667 van de Veiligheidsraad van de Verenigde Naties werd unaniem aangenomen op 16 september 1990.

## Achtergrond
Op 2 augustus 1990 viel Irak zijn zuiderbuur Koeweit binnen en bezette dat land. Nog diezelfde dag werd de inval door de VN-Veiligheidsraad veroordeeld in resolutie 660. Deze resolutie eiste ook een onmiddellijke terugtrekking van Irak, maar daar kwam niets van terecht.

## Inhoud
De Veiligheidsraad:
- herinnert aan de resoluties 660, 661, 662, 664, 665 en 666;
- herinnert aan het Verdrag van Wenen inzake diplomatiek verkeer en het Verdrag van Wenen inzake consulair verkeer, waarvan Irak partij is;
- bedenkt dat de Irakese beslissing om de diplomatieke- en consulaire missies in Koeweit te sluiten, en de immuniteit van hun personeel op te heffen, tegen de beslissingen van de Veiligheidsraad, bovenstaande verdragen en het internationaal recht is;
- is erg bezorgd dat Irak desondanks gewelddaden pleegde tegen diplomatieke missies in Koeweit;
- is verbolgen over de schending van diplomatiek terrein en de ontvoering van immuun personeel en buitenlanders in die terreinen;
- bedenkt ook dat Irak hiermee de internationale wet fundamenteel schendt;
- herinnert eraan dat Irak volledig verantwoordelijk is voor geweld tegen buitenlanders of diplomatieke missies in Koeweit;
- is vastberaden om respect voor zijn eigen beslissingen en artikel °25 van het Handvest af te dwingen;
- bedenkt verder dat de ernst van de daden tot verdere concrete maatregelen nopen;
- handelt onder hoofdstuk VII van het Handvest;

1. veroordeelt de agressie tegen diplomatieke terreinen en personeel in Koeweit;
2. eist de onmiddellijke vrijlating van alle buitenlanders;
3. eist ook dat Irak onmiddellijk voldoet aan zijn internationale verplichtingen;
4. eist verder dat Irak diplomatiek personeel beschermt en niet hindert;
5. herinnert alle landen aan hun verplichting om de resoluties 661, 662, 664, 665 en 666 strikt na te leven;
6. besluit om zo snel mogelijk verdere concrete maatregelen te nemen.

## Verwante resoluties
- Resolutie 665 Veiligheidsraad Verenigde Naties
- Resolutie 666 Veiligheidsraad Verenigde Naties
- Resolutie 669 Veiligheidsraad Verenigde Naties
- Resolutie 670 Veiligheidsraad Verenigde Naties

Lijst ·  647 ·  648 ·  649 ·  650 ·  651 ·  652 ·  653 ·  654 ·  655 ·  656 ·  657 ·  658 ·  659 ·  660 ·  661 ·  662 ·  663 ·  664 ·  665 ·  666 ·  667 ·  668 ·  669 ·  670 ·  671 ·  672 ·  673 ·  674 ·  675 ·  676 ·  677 ·  678 ·  679 ·  680 ·  681 ·  682 ·  683